# Wspólnota administracyjna Seehausen am Staffelsee
Wspólnota administracyjna Seehausen am Staffelsee – wspólnota administracyjna (niem. Verwaltungsgemeinschaft) w Niemczech, w kraju związkowym Bawaria, w rejencji Górna Bawaria, w regionie Oberland, w powiecie Garmisch-Partenkirchen. Siedziba wspólnoty znajduje się w miejscowości Seehausen am Staffelsee. Powstała 1 stycznia 1978, a przewodniczącym jej jest Markus Hörmann.
Wspólnota administracyjna zrzesza trzy gminy wiejskie (Gemeinde):
- Riegsee, 1 163 mieszkańców, 20,44 km²
- Seehausen am Staffelsee, 2 491 mieszkańców, 15,71 km²
- Spatzenhausen, 752 mieszkańców, 7,73 km²